# Brot und Steine
Brot und Steine ist ein Schweizer Spielfilm mit Liselotte Pulver und Sigfrit Steiner aus dem Jahr 1979.

## Handlung
Im Emmentaler Dorf Breitiwil schlagen die politischen Wellen hoch. Ein Grosskonzern will seinen Zweigbetrieb erweitern. Der Bodenbauer, Inhaber einer industriellen Schweinemast, hat dazu Land verkauft, das bisher an den jungen Widimattbauern Hans verpachtet war. Nun steht er mit seiner Mutter vor einem Scherbenhaufen. Doch der alte Tierarzt im Dorf macht ihm Mut, nicht einfach aufzugeben.

## Produktion
In seinem zweiten Spielfilm zeigte der Filmemacher Mark Rissi den Überlebenskampf einer Kleinbauernfamilie. Die deutsche Erstaufführung fand am 18. Januar 1987 auf EinsPlus statt. In Deutschland lief der Film als Dialektfassung mit deutschen Untertiteln.
Brot und Steine war der letzte Kinofilm, für den der deutsche Filmkomponist Martin Böttcher (Edgar-Wallace-Filme, Karl-May-Filme) Musik beisteuerte; es handelte sich dabei um bereits bestehende Aufnahmen, die für einen anderen, aber nicht realisierten Film (The Orphans) entstanden waren.

## Kritik
Der Filmdienst meinte, dass „das Engagement für die zahlreichen dringlichen Anliegen keine durchweg überzeugende inszenatorische Entsprechung [findet]; dennoch ist der Film ein überdenkens- und diskussionswerter Beitrag“.